# Lukáš Vasilek
Lukáš Vasilek (* 13. února 1980, Hradec Králové) je český sborový dirigent, hlavní sbormistr Pražského filharmonického sboru (od roku 2007) a umělecký šéf vokálního ansámblu Martinů Voices (od roku 2010).

## Život
Lukáš Vasilek pochází z Hradce Králové, kde vystudoval gymnázium. Jako člen chlapeckého sboru Boni pueri zde také získal první zkušenosti v oblasti sborového zpěvu. Od roku 1998 působí v Praze. Na Filozofické fakultě Univerzity Karlovy vystudoval obor hudební věda (Mgr. – 2004) a na Hudební fakultě Akademie múzických umění obor dirigování (MgA. – 2008). V letech 1998–2009 byl sbormistrem Foerstrova komorního pěveckého sdružení. K největším úspěchům, kterých s tímto sborem dosáhl, patří absolutní vítězství na mezinárodních soutěžích v Klaipedě (Stasio Šimkaus tarptautinis chorų konkursas – 2003) a ve Vídni (Internationaler Franz-Schubert-Chorwettbewerb – 2006), stejně jako cena "Sbormistr junior", která mu byla v roce 2005 udělena Unií českých pěveckých sborů. V letech 2005–2007 vykonával funkci druhého sbormistra operního sboru Národního divadla v Praze. S tímto tělesem mj. samostatně nastudoval několik operních inscenací (např. Mozart: La clemenza di Tito, Donizetti: Don Pasquale, Smetana: Hubička).
V roce 2007 byl jmenován hlavním sbormistrem Pražského filharmonického sboru. Těžištěm jeho umělecké práce s tímto tělesem je příprava k účinkování s významnými světovými orchestry (např. Berliner Philharmoniker, Česká filharmonie, Gustav Mahler Jugendorchester, Israel Philharmonic Orchestra, Staatskapelle Berlin, Staatskapelle Dresden, Wiener Symphoniker) a dirigenty (např. Barenboim, Bělohlávek, Eschenbach, Fedosejev, Honeck, Luisi, Mehta, Rattle), a to především v kantátovém, oratorním a operním repertoáru. Důležitou položkou jeho zahraniční činnosti je pravidelné hostování sboru na operním festivalu Bregenzer Festspiele (od roku 2010). V roce 2011 se Pražský filharmonický sbor pod vedením Lukáše Vasilka začal prezentovat také samostatnou řadou "a cappella" koncertů, která uvádí náročná a méně známá díla českého i světového repertoáru s důrazem na hudbu 20. a 21. století. V posledních letech sbor vytvořil celou řadu nových nahrávek vydaných velkými světovými vydavatelstvími (např. Deutsche Gramophon, Sony Classical, Supraphon).
V roce 2010 Lukáš Vasilek vytvořil jazzový vokální ansámbl, který doprovázel Bobbyho McFerrina při jeho koncertech v České republice. V témže roce založil i komorní sbor Martinů Voices, s nímž se zabývá převážně hudbou 20. a 21. století. S Martinů Voices vystupuje na významných tuzemských festivalech (např. Pražské jaro, Dvořákova Praha) a připravuje ansámbl také ke spolupráci s předními českými orchestry a dirigenty (např. Česká filharmonie a Jiří Bělohlávek). Z nahrávek Martinů Voices vyniká především samostatné CD se sborovou tvorbou Jana Nováka (Supraphon – 2014).
Vedle sbormistrovské profese se Lukáš Vasilek věnuje také orchestrálnímu dirigování. Koncertoval mj. s Filharmonií Hradec Králové, Jihočeskou komorní filharmonií České Budějovice, Plzeňskou filharmonií a Severočeskou filharmonií Teplice. Pro Český rozhlas Vltava vytvořil a moderoval dva seriály o sborovém umění (Vynikající evropské sbory – 2012, Dirigenti lidských hlasů – 2016).